# 六諭衍義
『六諭衍義』（りくゆえんぎ）は、明末清初ごろに成立した六諭の解説書。范鋐（はんこう）著。江戸時代の日本では寺子屋の教科書として広く普及した。

## 概要
成立年代は明末清初と推定されているが詳細は不明。酒井忠夫は、自序に明朝の崩壊をうかがわせる記述がないところから、本文は明末の天啓・崇禎年間（1621年 - 1644年）の成立、初版の版行は清代に入ってからの康熙10年（1671年）頃と推定している。著者の范鋐については詳細な経歴は明らかでないが、酒井は、自序に「蠡城」（河南省洛寧県西）の人、自跋に「会稽」（浙江省紹興市）の人とあることから、自序と本文は河南省で執筆し、のちに浙江省に移り住んで自跋を執筆し刊行したものと推定している。

## 六諭
六諭とは、明の洪武帝が洪武31年（1398年。前年の1397年とする説もある）に発布した「孝順父母、尊敬長上、和睦郷里、教訓子孫、各安生理、毋作非為（父母に孝順にせよ、長上を尊敬せよ、郷里に和睦せよ、子孫を教訓せよ、各々生理に安んぜよ、非為をなすなかれ）」の六言をさす。なお、これは教育勅語にも影響を与えた。

## 琉球・日本での受容
康熙22年（1683年）、琉球の程順則が清の福州に留学した際に初めて接し、のち康熙45年（1706年）に渡清した際、自費出版して琉球に持ち帰った。『六諭衍義』は道徳教本であるが、程順則は中国語官話の正音を習得するのにも理想的なテキストと考えていた。
正徳4年（1714年）に程順則は徳川家継の将軍就任を祝う慶賀使として江戸に向かい、その途中で『六諭衍義』を薩摩藩主の島津吉貴に献上した。その後、享保4年（1719年）3月に薩摩藩主島津吉貴から将軍徳川吉宗に献上された。吉宗は室鳩巣に和解（日本語訳）、荻生徂徠に訓訳本の作成をそれぞれ命じ、徂徠の訓訳本は享保6年（1721年）、鳩巣の和解『六諭衍義大意』は翌享保7年（1722年）、それぞれ官版として上梓された。江戸町奉行の大岡忠相は、吉宗の命を受け、江戸の著名な手習師匠を奉行所に招集して『六諭衍義大意』を与え、寺子屋での手習本として使用させた。『六諭衍義』は寺子屋教育だけでなく明治以降の初等教育においても広く利用された。

## 版木と現物
六諭衍義の版木が長野県西念寺（浄土宗）に保管されている。その版木と一致する六諭衍義折本が、同町内の篠澤家文書として現存している。